# 韓冰 (1996年)
韓冰（1996年2月12日—），臺北市人，前高雄市市長、現任立法院院長韓國瑜與前議員李佳芬長女。畢業於加拿大英屬哥倫比亞大學社會學系。

## 生平

### 早年经历
1996年生於臺北市，單名「冰」是考量筆畫較少書寫方便，取自《书剑恩仇录》中的角色駱冰，其家族論字排輩為「文」字輩。英文名「Coco」是因當年奶粉、尿布費用都靠韓國瑜上Call-in賺來才取的。維多利亞雙語高中畢業後，赴加拿大就讀英屬哥倫比亞大學社會學系。

### 為父輔選
2018年中華民國地方公職人員選舉選戰開打後，從加拿大回台為父親韓國瑜助選高雄市市長，主攻「網戰」。在2018年選舉期間，韓國瑜官方LINE粉絲人數持續成長，韓冰對於網路的團隊經營管理，為韓國瑜助選，產生相當大的影響及幫助。在助選期間，韓冰還參加電視台政論節目及公益活動。
2018年底至2019年初，韓國瑜高票當選高雄市市長後，幫爸爸打贏選戰的韓冰也成為話題性人物，在台灣也為時尚雜誌《VOGUE》拍攝照片。2019年5月由於遭網路恐嚇，回加拿大完成大四學業。隨後又於7月返台輔助其父參加2020年中華民國總統選舉。

## 外部連結
- 韓冰的Facebook專頁